# Хосе Хуліан Акоста
Хосе Хуліан Акоста (англ. José Julián Acosta; нар. 16 лютого 1825, Сан-Хуан, Пуерто-Рико — пом. 26 серпня 1897, Сан-Хуан, Пуерто-Рико) — журналіст, політик, прихильник скасування рабства в Пуерто-Рико.

## Ранні роки
Хозе Хуліан Акоста Кальбо народився в Сан-Хуані, Пуерто-Рико в Франциско у Акоста і Сандоваль та Хуана Антонія Кальбо і Гарріга. Там він отримав початкову освіту. Він був одним із найактивніших студентів Рафаеля Кордеро. Кордеро був натхненником Акости, і вплив його вчення залишався з Акостою на все життя. Пізніше він став протежем отця Руфо Мануеля Фернандеса, який відправить його до Мадрида (Іспанія), щоб вивчати фізику та математику. Після закінчення університету в 1851 році Акоста продовжував розширювати свої освітні знання в Парижі, Лондоні та Берліні. У Берліні він був учнем натураліста Олександра фон Гумбольдта. Коли Акоста повернувся до Пуерто-Рико, він влаштувався на посаду професора ботаніки та морських наук і став директором цивільного інституту середньої освіти. Акоста був засновником і редактором газети «Ель Прогресо» (« Прогрес»). Він співпрацював з багатьма іншими газетами, орієнтованими на лібералізм.

## Аболіціоніст
Між 1865 і 1867 роках, Акоста був членом риканської комісії Пуерто, в яку входили Сегундо Руїс Belvís і Франсіско Маріано. Тут Акоста представив аргумент за скасування рабства в Пуерто-Рико. Того ж року, перебуваючи в Мадриді, Акоста став членом Іспанської Королівської Історичної Академії за роботу над редагуванням географії Франкі Іньїго Аббада і Ласієрри, цивільного та природного де-ла-Айла Сан-Хуан-Баутіста-де-Пуерто Рико.
Повернувшись на Острів, Акоста, як і багато інших громадян з ліберальними поглядами, жорстоко поводився з іспанським губернатором. Після повстання Грито-де-Лареса в 1868 році його підозрювали в змові проти губернатора. Він був ув'язнений в форту Сан-Феліпе дель Морро генералом Павія, хоча не брав участі в невдалому заколоті. Пізніше Акоста опублікував памфлет під назвою «Години позбавлення волі», що описує його досвід у в'язниці.

## Політична кар'єра
Акоста став членом Ліберальної реформаторської партії і в 1870 році заснував політичну газету «Ель Прогресо». 1871 року він став обраним представником іспанських судів. У 1873 році він став головою партії ліберальних реформаторів, але вирішив вийти з партії в 1874 році і приєднався до партії автономістів, утвореної Романом Бальдоріоті де Кастро.

## Спадщина
22 березня 1873 року Акоста став свідком того, як проголосили указ про скасування рабства в Пуерто-Рико. Помер Акоста 26 серпня 1891 року в Сан-Хуані, Пуерто-Рико. Був інтернований на кладовищі Санта Марія Магдалена де Пацца в Старому Сан-Хуані. Його правнуком був полковник Гілберто Хосе Марксуах, «батько цивільної оборони Сан-Хуана».